# 甜蜜夏日
《甜蜜夏日》是あざらしそふと在2022年8月26日發售的戀愛冒險類型成人遊戲，2023年12月22日發售完全版《甜蜜夏日 ～Perfect Edition～》，2024年5月17日由Shiravune發售中英文完全版。2024年8月30日發售續作《甜蜜夏日+》。

## 角色

### 主要角色
利賀遙斗
本作的男主角，二年級學生。
相倉和葉（聲優：青山由香里）
身高：160cm，三圍：84（D）/54/86，血型：O
遙斗的同班同學，母方親戚的女兒。
雨晴香鍾（聲優：秋野花）
身高：155cm，三圍：83（D）/52/84，血型：AB
遙斗的學妹。
上梨夜雪（聲優：甘利ろろ）
身高：162cm，三圍：92（G）/55/89，血型：B
遙斗的學姊，在七箇山神社擔任巫女。

## 主題曲
片頭曲
作詞、作曲：，主唱：
片尾曲
作詞：，作曲：，主唱：

## 外部連結
- 官方網站 （页面存档备份，存于）（日語）
- 甜蜜夏日+官方網站 （页面存档备份，存于）（日語）